# Ecuador en los Juegos Paralímpicos de Pekín 2008
Ecuador estuvo representado en los Juegos Paralímpicos de Pekín 2008 por dos deportistas, un hombre y una mujer. El equipo paralímpico ecuatoriano no obtuvo ninguna medalla en estos Juegos.